# 勇者福星
勇者福星（英語：Two More Heroes），是香港電視廣播有限公司在1983年製作的民初電視劇，全套共20集，監製為邱家雄。主題曲和插曲都由李龍基主唱。

## 故事內容
清末宣統年間，廣州有間常威武館，武功顯赫，館主常正（鮑方飾）命個性沉實的兒子常大勇（惠天賜飾）接待其師叔公。大勇以為他是一位長輩，不料原來是位嬌俏可人的小姑娘柳若男（陳秀珠飾）。因為輩份關係，大勇不敢向若男示愛。
若男受到常威武館死對頭鎮威武館的陳堅（夏雨飾）之養子陳小福（呂良偉飾）猛烈追求，以「菊花第三個用途」一直邀約之。
常正一直希望兒子繼承其衣砵，在第九屆鄉理會的那天，大勇上台致辭時，居然在台上講出一句：『若男我愛你！』把父親氣得七竅生煙。但若男卻暗暗感動。若男最後沒有選擇小福，和他分手，卻留下地址叫大勇找她。
大勇和小福卻因為兩家武館的世代恩怨被迫決鬥，卻因若男的離去，覺得決鬥沒有意思。雙雙走下擂臺，成了好友，並到天津從軍。
大勇及小福一併從軍，遇上極度嚴厲但心地善良的漢人軍官（朱鐵和飾）。由於漢人飽受旗人子弟欺負，小福為求在軍中找個靠山，追求大帥之女端木愛芝（林漪娸飾）。
辛亥革命後，大勇及小福來到上海，重遇若男，此時她已成為高級交際花，化名柳粉蝶，並成為市長（劉丹飾）的未婚妻。大勇一而再希望証實柳粉蝶為若男，無奈她堅決否認。
為了生計，他們成為古楚天之女古湘湘的保鏢。亦因此需要到女青會找尋一暗號叫豆腐的人。由於粉蝶是女青會成員，大勇往求粉蝶幫忙。大勇進入粉蝶的房間，赫然發現自己的畫像，知道粉蝶真的是若男，且對自己未忘情！粉蝶帶兩人入女青會尋找豆腐，發現豆腐原來就是管工何伯。由於不想捲入古楚天，市長和何伯的恩怨。古湘湘助大勇，小福，若男，愛芝逃回廣州。
之後，大勇帶著若男見父親，究竟師姪老爺遇上師叔家嫂的局面如何收拾呢？

## 演員表
- 呂良偉 飾 陳小福
- 惠天賜 飾 常大勇
- 陳秀珠 飾 柳若男/柳粉蝶
- 林綺雯 飾 端木愛芝
- 鮑方 飾 常正
- 夏雨 飾 陳堅
- 劉丹 飾 市長
- 羅國維 飾 端木
- 朱鐵和 飾 金教習
- 李揚道 飾 九紀
- 胡美儀
- 關海山
- 梁潔芳
- 謝秀美
- 黎耀祥
- 黃宗賜 飾 丁力